# 贺瑞麟 (1909年)
贺瑞麟（1909年—1928年），江苏铜山人，中共烈士。
1925年加入了中国共产主义青年团和中国共产党，1928年3月，任共青团南京市委书记，同年7月，贺瑞麟被国民政府逮捕，10月在南京雨花台被杀，时年仅19岁。他临刑前写的《死前日记》被南京雨花台烈士纪念馆奉为“镇馆之宝”。